# Klass B 1955
L'edizione 1955 della Klass B fu la 16ª della seconda serie del Campionato sovietico di calcio e vide la vittoria finale del Burevestnik Kishinev e dell'ODO Sverdlovsk.

## Stagione

### Formula
La formula del campionato fu ancora una volta modificata rispetto alla stagione precedente: il numero di squadre scese da 36 a 32, con la promozione dello Šachtër Stalino e la mancata iscrizione di Gornyak Leninabad, Spartak Aşgabat, Iskra Frunze, Pishchevik Minsk, Chimik Mosca, Kalev Tallinn e Krasnaja Zvezda Petrozavodsk; tali club furono solo parzialmente sostituiti dalle neo retrocesse Lokomotiv Charkiv e Torpedo Gor'kij oltre che dalle neo iscritte Krylya Sovetov Stupino e Dinamo Tallinn.
In questa stagione i 32 club partecipanti erano divisi in due gironi (anziché tre) da sedici squadre ciascuno e il torneo non era più diviso in due fasi: ciascun girone, infatti, costituiva campionato a sé con le squadre che si incontravano in gare di andata e ritorno per un totale di trenta partite per squadra; in ciascuno dei gironi il sistema prevedeva due punti per la vittoria, uno per il pareggio e zero per la sconfitta.
La prima classificata di ciascun girone otteneva l'accesso alla Klass A 1956; essendo la Klass B l'ultima serie del campionato, non erano previste retrocessioni.

## Girone 1

### Squadre partecipanti
| Squadra                   | Repubblica  | Città          | Stagione precedente                                      |
| ------------------------- | ----------- | -------------- | -------------------------------------------------------- |
| Burevestnik Kishinev      | RSS Moldava | Kishinev       | 12° nel Girone 3 di Klass B                              |
| Daugava Rīga              | RSS Lettone | Riga           | 7° nel Girone 2 di Klass B                               |
| Dünamo Tallinn            | RSS Estone  | Tallinn        | non iscritta al campionato                               |
| DOF Sebastopoli           | RSS Ucraina | Sebastopoli    | 9° nel Girone 3 di Klass B                               |
| Krasnoe Znamja Ivanovo    | RSFS Russa  | Ivanovo        | 4° nel Girone 2 di Klass B                               |
| Krylya Sovetov Stupino    | RSFS Russa  | Stupino        | non iscritta al campionato                               |
| Lokomotiv Charkiv         | RSS Ucraina | Charkiv        | 12° in Klass A, retrocesso                               |
| Metallurg Dnipropetrovs'k | RSS Ucraina | Dnipropetrovsk | 4° nel Girone 3 di Klass B                               |
| Metalurh Zaporižžja       | RSS Ucraina | Zaporižžja     | 6° nel Girone 3 di Klass B                               |
| ODO Kiev                  | RSS Ucraina | Kiev           | 11° nel Girone 3 di Klass B                              |
| ODO Leopoli               | RSS Ucraina | Leopoli        | 7° nel Girone 3 di Klass B                               |
| Piščevik Odessa           | RSS Ucraina | Odessa         | 6° nel Girone 3 di Klass B, col nome di Metallurg        |
| Šachter Stalinogorsk      | RSFS Russa  | Stalinogorsk   | 10° nel Girone 2 di Klass B, col nome di Šachter Mosbass |
| Spartak Kalinin           | RSFS Russa  | Kalinin        | 5° nel Girone 2 di Klass B                               |
| Spartak Užhorod           | RSS Ucraina | Užhorod        | 5° nel Girone 3 di Klass B                               |
| Spartak Vilnius           | RSS Lituana | Vilnius        | 2° nel Girone 1 di Klass B, 2º posto finale              |

#### Classifica finale
|  | Pos. | Squadra                   | Pt | G  | V  | N  | P  | GF | GS | DR  |
|  | ---- | ------------------------- | -- | -- | -- | -- | -- | -- | -- | --- |
|  | 1.   | Burevestnik Kishinev      | 46 | 30 | 20 | 6  | 4  | 86 | 46 | +40 |
|  | 2.   | Spartak Kalinin           | 37 | 30 | 16 | 5  | 9  | 48 | 31 | +17 |
|  | 3.   | ODO Kiev                  | 36 | 30 | 14 | 8  | 8  | 44 | 27 | +17 |
|  | 4.   | Spartak Vilnius           | 36 | 30 | 13 | 10 | 7  | 40 | 29 | +11 |
|  | 5.   | Krasnoe Znamja Ivanovo    | 36 | 30 | 13 | 10 | 7  | 43 | 33 | +10 |
|  | 6.   | Krylya Sovetov Stupino    | 32 | 30 | 13 | 6  | 11 | 48 | 35 | +13 |
|  | 7.   | ODO Leopoli               | 32 | 30 | 13 | 6  | 11 | 47 | 40 | +7  |
|  | 8.   | Metalurh Zaporižžja       | 32 | 30 | 13 | 6  | 11 | 37 | 33 | +4  |
|  | 9.   | Lokomotiv Charkiv         | 30 | 30 | 12 | 6  | 12 | 48 | 34 | +14 |
|  | 10.  | Metallurg Dnipropetrovs'k | 30 | 30 | 14 | 2  | 14 | 53 | 47 | +6  |
|  | 11.  | Šachter Stalinogorsk      | 29 | 30 | 10 | 9  | 11 | 34 | 38 | -4  |
|  | 12.  | Piščevik Odessa           | 27 | 30 | 11 | 5  | 14 | 39 | 47 | -8  |
|  | 13.  | Spartak Užhorod           | 25 | 30 | 8  | 9  | 13 | 33 | 40 | -7  |
|  | 14.  | Daugava Rīga              | 22 | 30 | 6  | 10 | 14 | 29 | 57 | -28 |
|  | 15.  | DOF Sebastopoli           | 20 | 30 | 7  | 6  | 17 | 25 | 61 | -36 |
|  | 16.  | Dünamo Tallinn            | 10 | 30 | 2  | 6  | 22 | 22 | 78 | -56 |

### Verdetti
- Burevestnik Kishinev promosso in Klass A

### Risultati
|                           | BuK  | SpK  | ODK  | SpV  | KZI  | KSS  | ODL  | MeZ  | LoC  | MeD  | SSt   | PiO  | SpU  | DaR  | DOF  | DTa  |
| ------------------------- | ---- | ---- | ---- | ---- | ---- | ---- | ---- | ---- | ---- | ---- | ----- | ---- | ---- | ---- | ---- | ---- |
| Burevestnik Kishinev      | –––– | 3-1  | 1-1  | 2-0  | 2-1  | 2-2  | 1-0  | 0-0  | 3-2  | 5-3  | 6-3   | 4-2  | 2-1  | 3-3  | 6-0  | 7-0  |
| Spartak Kalinin           | 2-2  | –––– | 0-2  | 3-0  | 1-1  | 1-0  | 2-0  | 0-1  | 0-0  | 2-1  | 1-1   | 1-1  | 2-1  | 3-0  | 1-2  | 2-0  |
| ODO Kiev                  | 0-0  | 1-4  | –––– | 1-5  | 1-2  | 3-0  | 1-2  | 3-0  | 0-1  | 2-0  | 0-2   | 0-0  | 1-0  | 4-0  | 4-1  | 5-2  |
| Spartak Vilnius           | 4-3  | 2-0  | 0-0  | –––– | 4-0  | 1-2  | 2-0  | 1-1  | 0-0  | 2-1  | 1-1   | 1-1  | 1-1  | 0-0  | 0-0  | 1-0  |
| Krasnoye Znamya Ivanovo   | 1-3  | 2-0  | 0-2  | 0-0  | –––– | 1-0  | 1-1  | 1-0  | 2-0  | 4-2  | 2-0   | 1-0  | 2-0  | 2-2  | 0-0  | 1-1  |
| Krylya Sovetov Stupino    | 1-3  | 2-1  | 0-0  | 1-2  | 0-1  | –––– | 1-1  | 2-0  | 0-1  | 1-2  | 3-0   | 2-2  | 1-1  | 3-0  | 3-0  | 5-1  |
| ODO Leopoli               | 2-4  | 1-5  | 2-1  | 0-2  | 2-1  | 3-0  | –––– | 2-1  | 6-3  | 0-1  | 1-1   | 3-0  | 1-1  | 6-1  | 4-1  | 1-0  |
| Metalurh Zaporižžja       | 1-2  | 3-1  | 0-3  | 2-0  | 0-3  | 3-1  | 1-0  | –––– | 1-0  | 1-1  | 4-0   | 2-0  | 2-0  | 1-1  | 1-3  | 3-0  |
| Lokomotiv Charkiv         | 7-2  | 2-0  | 0-0  | 3-0  | 1-1  | 0-1  | 2-0  | 1-0  | –––– | 0-3  | 0-1   | 7-0  | 0-1  | 4-1  | 5-1  | 3-1  |
| Metallurg Dnipropetrovs'k | 2-1  | 2-3  | 1-0  | 3-0  | 2-4  | 2-1  | 0-1  | 1-2  | 3-2  | –––– | 0-2   | 3-0  | 2-0  | 4-0  | 1-0  | 5-0  |
| Šachter Stalinogorsk      | 3-1  | 1-2  | 1-2  | 2-3  | 1-0  | 0-2  | 2-1  | 1-1  | 1-1  | 4-0  | ––––  | 1-0  | 0-0  | 0-1  | 2-0  | 0-0  |
| Piščevik Odessa           | 0-2  | 0-1  | 0-2  | 0-2  | 3-2  | 3-5  | 1-0  | 2-2  | 0-1  | 5-1  | 1-0   | –––– | 4-0  | 4-0  | 2-1  | 2-0  |
| Spartak Užhorod           | 2-4  | 0-1  | 0-1  | 0-4  | 0-0  | 1-2  | 1-1  | 1-2  | 1-1  | 1-1  | 2-1   | 3-1  | –––– | 4-0  | 5-1  | 3-1  |
| Daugava Riga              | 1-3  | 0-1  | 1-1  | 1-1  | 2-2  | 0-2  | 1-3  | 0-1  | 1-0  | 1-0  | 1-1   | 0-1  | 1-1  | –––– | 2-1  | 3-1  |
| DOF Sebastopoli           | 0-6  | 0-5  | 1-2  | 1-0  | 1-3  | 0-0  | 0-0  | 2-1  | 2-1  | 2-1  | [ 3 ] | 0-2  | 0-1  | 0-0  | –––– | 0-0  |
| Dünamo Tallinn            | 1-3  | 0-2  | 1-1  | 0-1  | 2-2  | 0-5  | 2-3  | 1-0  | 2-0  | 1-5  | 2-2   | 0-2  | 0-1  | 0-5  | 3-5  | –––– |

## Girone 2

### Squadre partecipanti
| Squadra                 | Repubblica    | Città          | Stagione precedente                               |
| ----------------------- | ------------- | -------------- | ------------------------------------------------- |
| Avangard Chelyabinsk    | RSFS Russa    | Čeljabinsk     | 6° nel Girone 1 di Klass B                        |
| Avangard Sverdlovsk     | RSFS Russa    | Sverdlovsk     | 7° nel Girone 1 di Klass B                        |
| Energija Saratov        | RSFS Russa    | Saratov        | 8° nel Girone 2 di Klass B                        |
| Kryl'ja Sovetov Molotov | RSFS Russa    | Molotov        | 12° nel Girone 1 di Klass B                       |
| Neftyanik Baku          | RSS Azera     | Baku           | 2° nel Girone 1 Klass B, 3º posto finale          |
| Neftyanik Krasnodar     | RSFS Russa    | Krasnodar      | 3° nel Girone 3 di Klass B                        |
| ODO Sverdlovsk          | RSFS Russa    | Sverdlovsk     | 10° nel Girone 1 Klass B                          |
| ODO Tbilisi             | RSS Georgiana | Tbilisi        | 3° nel Girone 1 Klass B                           |
| Spartak Erevan          | RSS Armena    | Erevan         | 1° nel Girone 1 Klass B, 5º posto finale          |
| Spartak Tashkent        | RSS Uzbeka    | Tashkent       | 9° nel Girone 1 Klass B                           |
| Torpedo Gor'kij         | RSFS Russa    | Gor'kij        | 13° in Klass A, retrocesso                        |
| Torpedo Rostov          | RSFS Russa    | Rostov sul Don | 2° nel Girone 3 di Klass B, 6º posto finale       |
| Torpedo Stalingrado     | RSFS Russa    | Stalingrado    | 8° nel Girone 3 di Klass B                        |
| Urožaj Alma-Ata         | RSS Kazaka    | Alma-Ata       | 4° nel Girone 1 di Klass B, col nome di Lokomotiv |
| Voronež                 | RSFS Russa    | Voronež        | 9° nel Girone 2 di Klass B                        |
| Zenit Kaliningrad       | RSFS Russa    | Kaliningrad    | 1° nel Girone 2 di Klass B, 4º posto finale       |

### Classifica finale
|  | Pos. | Squadra                 | Pt | G  | V  | N  | P  | GF | GS | DR  |
|  | ---- | ----------------------- | -- | -- | -- | -- | -- | -- | -- | --- |
|  | 1.   | ODO Sverdlovsk          | 45 | 30 | 20 | 5  | 5  | 56 | 23 | +33 |
|  | 2.   | Spartak Erevan          | 42 | 30 | 18 | 6  | 6  | 44 | 17 | +27 |
|  | 3.   | ODO Tbilisi             | 41 | 30 | 18 | 5  | 7  | 61 | 32 | +29 |
|  | 4.   | Torpedo Gor'kij         | 40 | 30 | 17 | 6  | 7  | 53 | 28 | +25 |
|  | 5.   | Neftyanik Krasnodar     | 38 | 30 | 17 | 4  | 9  | 60 | 39 | +21 |
|  | 6.   | Neftyanik Baku          | 33 | 30 | 12 | 9  | 9  | 48 | 44 | +4  |
|  | 7.   | Voronež                 | 33 | 30 | 12 | 9  | 9  | 37 | 37 | +0  |
|  | 8.   | Zenit Kaliningrad       | 28 | 30 | 9  | 10 | 11 | 24 | 29 | -5  |
|  | 9.   | Torpedo Rostov          | 27 | 30 | 9  | 9  | 12 | 35 | 52 | -17 |
|  | 10.  | Urožaj Alma-Ata         | 26 | 30 | 7  | 12 | 11 | 24 | 32 | -8  |
|  | 11.  | Kryl'ja Sovetov Molotov | 25 | 30 | 8  | 9  | 13 | 24 | 41 | -17 |
|  | 12.  | Avangard Sverdlovsk     | 22 | 30 | 8  | 6  | 16 | 40 | 49 | -9  |
|  | 13.  | Avangard Chelyabinsk    | 22 | 30 | 8  | 6  | 16 | 28 | 52 | -24 |
|  | 14.  | Spartak Tashkent        | 21 | 30 | 6  | 9  | 15 | 26 | 44 | -18 |
|  | 15.  | Torpedo Stalingrado     | 19 | 30 | 7  | 5  | 18 | 36 | 55 | -19 |
|  | 16.  | Energija Saratov        | 18 | 30 | 4  | 10 | 16 | 23 | 45 | -22 |

### Verdetti
- ODO Sverdlovsk promosso in Klass A

### Risultati
|                        | ODS  | SpE  | ODT  | ToG  | NeK  | NeB  | Vor  | ZeK  | TRD  | UAA  | KSM  | AvS  | AvC  | SpT  | ToS  | EnS  |
| ---------------------- | ---- | ---- | ---- | ---- | ---- | ---- | ---- | ---- | ---- | ---- | ---- | ---- | ---- | ---- | ---- | ---- |
| ODO Sverdlovsk         | –––– | 0-1  | 0-3  | 1-1  | 2-1  | 1-2  | 2-0  | 4-1  | 3-0  | 2-0  | 4-2  | 2-0  | 4-2  | 2-1  | 1-0  | 4-1  |
| Spartak Erevan         | 0-2  | –––– | 1-1  | 2-1  | 0-0  | 3-0  | 1-3  | 0-0  | 5-0  | 3-0  | 2-0  | 2-0  | 2-0  | 2-0  | 1-0  | 0-0  |
| ODO Tbilisi            | 0-3  | 2-1  | –––– | 1-0  | 1-0  | 1-4  | 0-0  | 4-0  | 2-1  | 1-1  | 0-1  | 1-4  | 4-1  | 1-2  | 2-2  | 2-1  |
| Torpedo Gor'kij        | 1-0  | 1-2  | 1-1  | –––– | 2-0  | 2-0  | 4-0  | 1-2  | 2-1  | 1-0  | 0-0  | 3-3  | 4-2  | 2-1  | 2-1  | 4-0  |
| Neftyanik Krasnodar    | 5-1  | 1-0  | 1-3  | 1-3  | –––– | 4-1  | 1-2  | 3-0  | 3-1  | 0-0  | 4-0  | 2-1  | 6-1  | 3-2  | 3-2  | 2-2  |
| Neftyanik Baku         | 1-1  | 1-3  | 1-7  | 1-2  | 3-4  | –––– | 1-0  | 0-1  | 1-1  | 3-0  | 1-0  | 3-1  | 2-1  | 4-0  | 1-0  | 2-0  |
| Voronež                | 0-6  | 3-0  | 2-1  | 0-2  | 1-0  | 1-1  | –––– | 2-3  | 0-3  | 1-0  | 1-0  | 4-1  | 4-1  | 3-3  | 1-0  | 1-1  |
| Zenit Kaliningrad      | 0-1  | 0-1  | 0-1  | 0-0  | 0-1  | 1-1  | 0-1  | –––– | 0-0  | 0-0  | 0-0  | 3-1  | 2-0  | 2-0  | 2-0  | 2-0  |
| Torpedo Rostov         | 1-1  | 0-4  | 0-5  | 0-6  | 1-3  | 2-2  | 0-0  | 2-0  | –––– | 2-0  | 3-0  | 1-0  | 0-3  | 2-0  | 5-2  | 0-2  |
| Urožaj Alma-Ata        | 0-1  | 0-1  | 2-3  | 2-0  | 0-1  | 1-1  | 2-2  | 1-1  | 1-1  | –––– | 1-0  | 1-1  | 1-0  | 1-1  | 2-0  | 2-1  |
| Krylya Sovetov Molotov | 0-3  | 0-0  | 1-3  | 2-1  | 3-5  | 0-0  | 1-1  | 1-1  | 1-3  | 1-0  | –––– | 2-1  | 1-0  | 0-0  | 2-1  | 1-1  |
| Avangard Sverdlovsk    | 0-1  | 0-1  | 0-2  | 0-2  | 3-1  | 1-1  | 0-0  | 2-0  | 0-2  | 2-2  | 4-1  | –––– | 1-1  | 2-0  | 5-0  | 0-3  |
| Avangard Chelyabinsk   | 0-0  | 0-4  | 0-3  | 0-1  | 1-1  | 1-4  | 0-3  | 1-0  | 0-0  | 1-1  | 1-0  | 1-0  | –––– | 0-0  | 3-0  | 2-0  |
| Spartak Tashkent       | 0-0  | 1-2  | 2-1  | 0-3  | 1-0  | 1-1  | 2-1  | 0-2  | 0-0  | 1-2  | 0-2  | 1-2  | 2-0  | –––– | 1-1  | 1-1  |
| Torpedo Stalingrado    | 0-3  | 1-0  | 0-2  | 4-0  | 2-3  | 4-1  | 0-0  | 1-1  | 4-1  | 0-1  | 0-0  | 6-3  | 1-3  | 2-1  | –––– | 1-5  |
| Energija Saratov       | 0-1  | 0-0  | 0-3  | 1-1  | 0-1  | 0-4  | 1-0  | 0-0  | 2-2  | 0-0  | 0-2  | 0-2  | 1-2  | 0-2  | 0-1  | –––– |